# Ben Sharples

Ben Sharples in (2017)

Benjamin „Ben“ Albert Sharples (* 22. Juli 1974 in Manhattan Beach, Kalifornien) ist ein US-amerikanischer Schauspieler und Filmschaffender.

## Leben
Sharples wurde am 22. Juli 1974 in Manhattan Beach geboren. Von seinem zweiten bis vierten Lebensjahr lebte er auf dem Atoll Kwajalein. Er besuchte die Crossroads High School for the Arts and Sciences und erwarb einen Bachelor of Arts in Geschichte auf der University of California, Berkeley. Er ist Absolvent des MFA-Programms des American Conservatory Theatre. In seiner Jugend spielte er erfolgreich Tennis. So wurde er drei Jahre in Folge vom Tennisteam der Crossroads School als „Rookie of the Year“ und „Most Valuable Player“ ausgezeichnet. Seine Juniorenkarriere beendete er unter den 20 besten in Kalifornien und war vier Jahre Mitglied der Herren-Tennismannschaft von Berkeley. Seit dem 14. August 2010 ist er mit Marissa Hall verheiratet. Die beiden lernten sich während ihrer gemeinsamen High-School-Zeit lennen. Während den US Open 2011 trainierte er den Profi-Tennisspieler Zack Fleishman.
2000 debütierte Sharples als Schauspieler in der Filmproduktion I Am on Film. In den folgenden Jahren erhielt er Filmrollen in Hades Night, Bagged, I’ll Believe You, X’s & O’s und Ball Don’t Lie und spielte anschließend in mehreren Kurzfilmen mit. 2010 erhielt er eine Episodenrolle in der Fernsehserie 90210. 2014 stellte er im Horrorfilm Flug 7500 – Sie sind nicht allein die Rolle des Jack Hafey. 2017 spielte er die Hauptrolle des Aaron Faust im Film Gentlemen’s Fury. Im selben Jahr übernahm er Tätigkeiten als Produzent, Drehbuchautor, Regisseur und Filmeditor. Wiederkehrende Rollen stellte er 2019 in der Fernsehserie Ad Out, 2020 in der Miniserie Quarantine Assassin sowie 2023 in der Fernsehserie Gentlemen’s Fury: Reloaded dar.

## Filmografie (Auswahl)

### Schauspiel
- 2000: I Am on Film
- 2003: Hades Night
- 2006: Bagged
- 2006: I’ll Believe You
- 2007: X’s & O’s
- 2008: Ball Don’t Lie
- 2008: Blue Plate (Kurzfilm)
- 2009: The Deposition of Lou Bagetta (Kurzfilm)
- 2009: Death in Charge (Kurzfilm)
- 2009: Not Necessary (Kurzfilm)
- 2010: 90210 (Fernsehserie, Episode 3x01)
- 2011: Sketchers Comedy Special
- 2013: The Briefcase (Kurzfilm)
- 2013: Time Capsule (Kurzfilm)
- 2014: Brown Mountain – Alien Abduction (Alien Abduction)
- 2014: Flug 7500 – Sie sind nicht allein (Flight 7500)
- 2015: Driver’s Ed (Kurzfilm)
- 2015: Dead End Job (Kurzfilm)
- 2016: The Destiny (Kurzfilm)
- 2016: Artemis and Bow (Kurzfilm)
- 2017: Gentlemen’s Fury
- 2019: Ad Out (Fernsehserie, 4 Episoden)
- 2019: Jender (Kurzfilm)
- 2019: Bright Future (Kurzfilm)
- 2020: A Perfect Husband (Kurzfilm)
- 2020: Canvas (Kurzfilm)
- 2020: Quarantine Assassin (Miniserie, 5 Episoden)
- 2020: Taken In (Kurzfilm)
- 2020: Buried in the Backyard – Mord verjährt nicht (Buried in the Backyard, Fernsehdokuserie, Episode 3x17)
- 2021: Straw Man (Kurzfilm)
- 2022: Vegas Is Calling (Kurzfilm)
- 2023: Gentlemen’s Fury: Reloaded (Fernsehserie, 8 Episoden)
- 2023: Secret Santa Meet-up Group (Kurzfilm)

### Filmschaffender
- 2008: Blue Plate (Kurzfilm; Produktion)
- 2009: Not Necessary (Kurzfilm; Regie)
- 2010: Barbs (Fernsehfilm; Produktion, Drehbuch, Regie, Filmeditor)
- 2013: Time Capsule (Kurzfilm; Produktion, Drehbuch)
- 2017: Gentlemen’s Fury (Produktion, Drehbuch, Regie, Filmeditor)
- 2019: Bright Future (Kurzfilm; Produktion)
- 2020: A Perfect Husband (Kurzfilm; Produktion, Drehbuch, Regie)
- 2020: Quarantine Assassin (Miniserie, 5 Episoden; Produktion, Drehbuch, Filmeditor/4 Episoden; Regie)
- 2020: Taken In (Kurzfilm; Produktion, Drehbuch, Filmeditor)
- 2023: Gentlemen’s Fury: Reloaded (Fernsehserie, 8 Episoden; Produktion, Drehbuch, Regie, Filmeditor)